# Le Chant du désert (film, 1929)
Pour les articles homonymes, voir Le Chant du désert et The Desert Song.
Pour plus de détails, voir Fiche technique et Distribution.
Le Chant du désert (The Desert Song) est un film américain réalisé par Roy Del Ruth, sorti en 1929.

## Synopsis
Le général français Birabeau a été envoyé au Maroc pour débusquer et détruire les rebelles du Rif, qui menacent la sécurité de l'avant-poste français dans le désert marocain. Leur chef, fringant et casse-cou, est le mystérieux Ombre rouge. Margot Bonvalet, une jeune Française charmante et insolente, doit bientôt se marier au fort avec le bras droit de Birabeau, le capitaine Fontaine. Le fils de Birabeau, Pierre, est en réalité l'Ombre rouge, qui aime Margot mais fait semblant d'être un laideron pour préserver son identité secrète. Margot dit à Pierre qu'elle aspire secrètement à être emportée dans les bras d'un cheik audacieux et fringant, peut-être même de l'Ombre rouge lui-même. Pierre, sous les traits de l'Ombre rouge, kidnappe Margot et lui déclare son amour.
À sa grande surprise, le mystérieux ravisseur de Margot la traite avec toutes les considérations occidentales. Lorsque l'Ombre rouge se retrouve face au général Birabeau, le vieil homme provoque le chef rebelle en duel. Bien sûr, Pierre ne tuera pas son propre père, alors il refuse de se battre, perdant ainsi le respect des Riffs. Azuri, la sinueuse et secrète danseuse autochtone, pourrait être persuadée de répondre à certaines de ces énigmes si seulement le capitaine Fontaine parvenait à la convaincre. Pendant ce temps, deux autres personnages, Benny (un journaliste) et Susan, apportent une touche comique. Finalement, l'identité de l'Ombre rouge est découverte, un accord est conclu avec les Riffs, et Pierre et Margot vivent heureux pour toujours.

## Fiche technique
- Titre français : Le Chant du désert
- Titre original : The Desert Song
- Réalisation : Roy Del Ruth
- Scénario : Harvey Gates d'après l'opérette Le Chant du désert d'Oscar Hammerstein II, Otto Harbach, Frank Mandel et Laurence Schwab
- Société de production et de distribution : Warner Bros. Pictures
- Directeur musical : Ernest G. Rooney
- Musique : Irving Berlin, Oscar Hammerstein II, Otto Harbach et Sigmund Romberg
- Photographie : Barney McGill
- Montage : Ralph Dawson
- Costumes : Earl Luick
- Pays :  États-Unis
- Genre : Film musical
- Durée : 123 minutes
- Format : Noir et blanc / Couleur Technicolor - 1,33:1 - Format 35 mm - Son : Mono
- Date de sortie :
  - États-Unis : 8 avril 1929

## Distribution
- John Boles : The Red Shadow
- Carlotta King : Margot
- Louise Fazenda : Susan
- Johnny Arthur : Benny Kidd
- Edward Martindel : Général Bierbeau
- Jack Pratt : Pacha
- Roberto E. Guzmán : Sid El Kar
- Otto Hoffman : Hasse
- Marie Wells : Clementina
- John Miljan : Capitaine Fontaine
- Del Elliott : Rebelle
- Myrna Loy : Azuri